# Уенди Хилър
Уенди Хилър (на английски: Wendy Hiller) е британска актриса. 

## Биография
Уенди Хилър е родена на 15 август 1912 година в Брамхол, Чешър, Англия, тя е дъщеря на Франк Уоткин Хилър производител на памук от Манчестър и Мари Стоун Хилър. Започва професионалната си кариера като актриса в Манчестър в началото на 1930-те години на миналия век.  За първи път тя постига успех в ролята на Сали Хардкасъл, обитателка на бедняшки квартал в сценичната версия на „Love on the Dole“ (1934). Пиесата има огромен успех и обикаля регионалните сцени на Великобритания, като с нея тя дебюта в Уест Енд през 1935 г. в Гарик театър. През 1937 г. Уенди Хилър се омъжва за автора на пиесата Роналд Гоу, 15 години по-възрастен от нея. Същата година тя прави своя филмов дебют в „Ланкаширски късмет“ пак по сценарий на Гоу. 

### Кариера
Уенди Хилър се радва на разнообразна актьорска кариера продължила близо 60 години. Сценаристът Джоел Хиршорн в своята компилация от 1984 г. „Оценяване на филмовите звезди“ я описва като „безсмислена актриса, която буквално поема командването на екрана всеки път, когато се появява във филм“. Въпреки многото забележителни филмови изпълнения, Хилър избра да остане предимно сценична актриса.
Печели Оскар за най-добра поддържаща женска роля за участието си в „Отделни маси“ (1958).[1] За изпълнението й като Елиза Дулитъл в „Пигмалион“ (1938) е номинирана за Оскар за най-добра женска роля.

### Личен живот
В началото на 1940-те години на миналия век Уенди Хилър и съпругът Роналд Гоу се преместват в Биконсфийлд, Бъкингамшър, където отглеждат две деца, Ан (1939–2006) и Антъни (р. 1942) и живеят заедно в къщата наречена „Шпиндел“ (сега разрушена). Роналд Гоу умира през 1993 г., но Уенди Хилър продължава да живее в дома им до смъртта си десетилетие по-късно. Когато не се изявява на сцената или на екрана, тя живее обикновен домашен живот, настоява да я наричат г-жа Гоу, а не със сценичното й име. Стилът й е дисциплиниран и непретенциозен и тя не харесва публичносттта. 

### Отличия, награди и почит
Уенди Хилър е считана за един от големите драматични таланти на Великобритания. Тя става офицер на Орден на Британската империя (OBE) през 1971 г. и е повишена до Дама-командор (Dame Commander DBE) през 1975 г.
През 1984 г. е удостоена с почетна докторска степен от Манчестърския университет. През 1996 г. е удостоена от Лондонския кръг на филмовите критици с наградата на „Дилис Пауъл“ за отлични постижения в британските филми. 

### Смърт
Хроничното влошено здраве налага пенсионирането й от актьорството през 1992 г. Тя прекара последното десетилетие от живота си тихо у дома си в Бийконсфийлд, където почива на 14 май 2003 година от естествена смърт на 90-годишна възраст. 

## Избрана филмография
| година | филм                      | оригинално заглавие          | роля                | режисьор     |
| ------ | ------------------------- | ---------------------------- | ------------------- | ------------ |
| 1958   | Отделни маси              | Separate Tables              | Пат Купър           | Делбърт Ман  |
| 1966   | Човек на всички времена   | A Man for All Seasons        | Алис Мор            | Фред Зинеман |
| 1974   | Убийство в Ориент Експрес | Murder on the Orient Express | Княгиня Драгомирова | Сидни Лумет  |
| 1980   | Човекът слон              | The Elephant Man             | Матрона             | Дейвид Линч  |